# HK Beograd
A Hokejaški klub Beograd egy szerb jégkorongcsapat melynek Belgrádban van a székhelye. A klubot 2016-ban alapították, hazai mérkőzéseit a Pionir Jégcsarnokban játssza. Jelenleg a szerb első osztályban és a regionális MOL Ligában szerepel. A klub történetének első idénye a 2016-17-es volt és az alapszakasz 10. helyezettjeként zárta a sorozatot.

## Története
2015 novemberében lett a Szerb Jégkorong-szövetség elnöke Marko Milovanović. Az ő ötleteként -hangsúlyozva a szerb jégkorong fejlődésének elősegítését- az ország meghatározó klubcsapatainak támogatásával alakult meg 2016-ban a HK Beograd, melynek elsődleges célja a regionális MOL Ligában való indulás volt. 2016 júniusában a liga vezetőinek ülésén elfogadták a létszámbővítési javaslatot, valamint a szerbek jelentkezését is.
Milovanović, bár játékosként a nagy múltú HK Partizant szolgálta, elérte, hogy az ősi rivális belgrádiak és a HK Crvena zvezda összefogása révén főként ennek a két csapatnak a játékosaiból válogatva állíthassák össze az újonnan alakult csapat első keretét.
Végül július 5-én a Magyar Jégkorong Szövetség jóváhagyta a HK Beograd jelentkezését, akik így 11.csapatként csatlakoztak a MOL Liga mezőnyéhez.
Augusztusban bemutatták a klub hivatalos címerét, mely Belgrád nevezetes szimbólumait jelenítette meg logójában. A domináns színek a kék és a fehér, ezt egészíti ki a városra utalva a piros, valamint az arany felirat. A jégkorongra utaló motívumok mellett megtalálhatóak benne a Nyugati Városkapu, az Avalai tévétorony, a Mihajlo herceg-emlékmű, a Szent Száva-templom a Győzedelmes című szobor és az Ada híd sziluettjei is. A csapat hivatalos színei a kék és a fehér, arannyal és ezüsttel ötvözve.
A csapat vezetőedzője a svéd Christer Dreberg lett. Első hivatalos mérkőzésüket 2016. szeptember 9-én játszották hazai pályán az erdélyi HC Csíkszereda ellen. A mérkőzést a vendégek nyerték 3-4 arányban. A csapat folyamatosan fejlődött és október 8-án, szintén hazai pályán, ezúttal is a Csíkszereda ellen játszva megszerezték első győzelmüket. (6-3) December közepétől Nemanja Janković vette át a csapat irányítását. A HK Beograd első szezonját végül 9 győzelmet szerezve az alapszakasz 10. helyén fejezte be, így nem jutott be a rájátszásba.
2017 márciusában kiemelt csapatként indulhattak a szerb bajnokság rájátszásában, amit megnyertek.
2017 májusában a klub bejelentette, hogy a következő MOL Liga szezonban nem tud elindulni. Magyarázatként azt közölték, hogy a csapat játékosainak egy része egy másik klubban fog szerepelni. Őket pedig nem tudják pótolni, mert nincs elegendő megfelelő szintű szerb játékos.

## Sikerek
- Szerb bajnokság: 2017

## Külső hivatkozások
- Hivatalos honlap